# تپه سعد آباد
تپه سعد آباد مربوط به سدهٔ ۶ و ۷ ه.ق است و در شهرستان ورامین، بخش مرکزی، روستای سعد آباد واقع شده و این اثر در تاریخ ۱۴ مرداد ۱۳۸۲ با شمارهٔ ثبت ۹۴۸۵ به‌عنوان یکی از آثار ملی ایران به ثبت رسیده است.